# Sohāna
Sohāna är en ort i Indien.   Den ligger i distriktet Ajitgarh och delstaten Punjab, i den norra delen av landet, 230 km norr om huvudstaden New Delhi. Sohāna ligger 316 meter över havet och antalet invånare är 20 000.
Terrängen runt Sohāna är platt. Runt Sohāna är det mycket tätbefolkat, med 2 811 invånare per kvadratkilometer. Närmaste större samhälle är Chandigarh, 9,4 km nordost om Sohāna. Trakten runt Sohāna består till största delen av jordbruksmark.